# Hafþór Júlíus Björnsson
Hafþór Júlíus "Thor" Björnsson (hafθour ˈjuːliʏs ˈpjœsːɔn, hay Hafthor Julius Bjornsson, sinh ngày 26 tháng 11 năm 1988) là một lực sĩ, diễn viên, và cựu tuyển thủ bóng rổ người Iceland. Anh nổi tiếng với vai diễn Ser Gregor "The Mountain" Clegane trong loạt phim Game of Thrones của đài HBO.

## Sự nghiệp

### Sự nghiệp bóng rổ
Hafþór bắt đầu sự nghiệp thể thao của mình với tư cách một vận động viên bóng rổ. Sở hữu chiều cao 2,06 m (6 ft 9 in) và cân nặng 110 kg (240 lb), anh bắt đầu sự nghiệp của mình với câu lạc bộ Breiðablik Division I năm 2004. Vào năm 2005, anh tham gia FSu Selfoss tại Đội Ixis của Iceland. 10 trò chơi đã được phát hiện ra rằng ông đã được chơi với một xương bị hỏng ở mắt cá chân của mình và sẽ cần phẫu thuật. Sau khi hồi phục sau phẫu thuật, Hafþór chuyển tới nhà máy điện hạt nhân Úrvalsdeild KR vào năm 2006. Anh đã bỏ lỡ phần lớn mùa giải 2006-2007 sau khi bị vít mắt cá chân của anh tan vỡ và phải được điều trị bằng phẫu thuật khác.
Trong mùa giải 2007-2008, anh đã trở lại chơi cho FSu Selfoss. Trong mùa giải này, anh đã đạt được 6,7 điểm khi thực hiện cú ném bóng và giúp đội bóng đạt được sự thăng tiến lên Úrvaldeild.
Từ năm 2004 đến 2006, Hafþór đã chơi 32 trận cho đội tuyển bóng rổ quốc gia của Iceland.
Sự nghiệp bóng rổ của Hafþór kết thúc sau khi anh bị chấn thương ở đầu gối nặng ở tuổi 20.

### Sự nghiệp thi đấu lực sĩ
Hafþór đã gặp người đàn ông người Iceland Magnús Ver Magnússon tại phòng tập thể dục "Jakaból" năm 2008, và Magnús nói rằng Hafþór có vẻ như là một người có khả năng tốt. Hafþór đã giành được một số cuộc thi mạnh mẽ ở Iceland trong năm 2010 bao gồm Người hùng mạnh nhất ở Iceland, Viking mạnh nhất của Iceland, Westfjords Viking, và 5 trong số sáu sự kiện tại giải OK Badur Strongman Championships.
Hafþór đã đứng ở vị trí thứ hai tại buổi lễ khai mạc Jón Páll Sigmarsson Classic vào tháng 11 năm 2010, đứng sauBrian Shaw. Anh đã thắng cuộc thi Man Strong 2011 Man in Iceland lần đầu tiên vào ngày 4 tháng 6 năm 2011, và cuộc thi Người hùng mạnh nhất Iceland năm 2011 vào ngày 18 tháng 6 năm 2011.
Hafþór đứng thứ tư trong sự kiện Giants Live Poland 2011 vào ngày 6 tháng 8 năm 2011.
Vào ngày 31 tháng 1 năm 2015, Hafþór đã đánh bại kỷ lục 1.000 năm của Orm Storolfsson tại cuộc thi Viking nổi tiếng nhất thế giới ở Na Uy, nơi ông mang một chiếc gỗ dài 10 mét dài 650 kilôgam (1,430 lb) Năm bước.

### Người đàn ông khỏe nhất thế giới
Hafþór tham dự Người đàn ông khỏe nhất thế giới năm 2011 sau khi nhận giấy mời tham dự. Anh đứng thứ sáu chung cuộc tại cuộc thi năm đó.
Tham gia lại vào những năm tiếp theo, anh vươn lên đạt hạng ba vào cuộc thi năm 2012, 2013 và 2015; hạng nhì năm 2014, 2016 và 2017,  lần lượt đứng sau Žydrūnas Savickas, Brian Shaw và Eddie Hall.

### Icelandic Mountain Vodka
Từ năm 2016, Hafþór trở thành người phát ngôn và đồng chủ sở hữu của Icelandic Mountain Vodka.